# Thrall
Thrall (altnordisch þræll; þír, männl., Bedeutung: „ein unfreier Knecht“) wurden Sklaven von den Wikingern genannt. Diese waren im damaligen Gesellschaftssystem die sozial niedrigstehendsten Personen und verrichteten üblicherweise Tätigkeiten zu denen keine besondere Qualifikation erforderlich war.

## Hintergrund
Sklaverei war eine der wichtigsten Einkommensquellen für die Normannen. Anders als bei vielen anderen Formen der Sklaverei in der Menschheitsgeschichte konnte der Stand eines Thrall freiwillig oder unfreiwillig erlangt werden. Die älteste heute bekannte Beschreibung von Thrall geht auf den römischen Geschichtsschreiber Tacitus zurück, welcher in seiner Germania (entstanden frühestens im Jahr 98) schrieb, dass Schweden (Svear) kein Recht hätten Waffen zu tragen und die Waffen verschlossen und von einem Sklaven bewacht aufbewahrt wurden, der die Waffen nur herauszugeben hatte, wenn ein Angriff durch Feinde erfolgte.

## Status in der Gesellschaft
Wie im Mittelalter üblich, lebten die Wikinger in einer abgestuften Ständeordnung. Unfreie befanden sich innerhalb dieser sozialen Ordnung ganz unten und diese wurden als Thrall bezeichnet. Jemand konnte Thrall werden, indem er sich in eigener Not, wie Hunger, dazu verpflichtete, wenn er gefangen genommen und verkauft oder von einer Thrall-Mutter geboren wurde. Ersteres wurde als schandhaftester Weg in die Sklaverei betrachtet und wurde zuerst verboten. Der verbreitetste Weg, Thrall zu machen, waren Raubzüge im Ausland oder der Kauf solcher Gefangener. Wie die Sklaven im Römischen Reich konnten die skandinavischen Thrall jeder ethnischen Herkunft sein. Wenn die Thrall sich auch auf einem niedrigen gesellschaftlichen Grad befanden, so besaßen sie doch einen sicheren sozialen Status, ähnlich dem eines Knechts oder einer Magd.
Der Herr eines Thrall hatte in Bezug auf sie Gewalt über Leben und Tod. Ein Thrall konnte so auch als menschliche Grabbeigabe beim Begräbnis eines Wikingerobersten verwendet werden. Während ein Kind, das von einem weiblichen Thrall geboren wurde, automatisch selbst Thrall wurde, war das Kind eines männlichen Thrall mit einer weiblichen Freien ebenso frei wie die Mutter.
Im Zuge der Christianisierung Nordeuropas stieg die Nachfrage nach nichtchristlichen Sklaven, und die Skandinavier hatten wegen ihrer günstigen geographischen Lage nahe großer nichtchristlicher Völker praktisch ein Monopol in diesem Sklavenhandel inne. 1043 wurde Hallvard Vebjørnsson, der Sohn eines regionalen Adligen im Distrikt Lier, beim Versuch getötet, einen weiblichen Thrall gegen einen Mann zu verteidigen, der sie des Diebstahls bezichtigte. Seine Tat wurde entschieden von der Kirche gebilligt, welche ihn schließlich auch als Märtyrer anerkannte, kanonisierte und als St. Hallvard verehrte, welcher auch Schutzpatron von Oslo wurde.

## Einsatz der Thrall
Für den Betrieb eines skandinavischen Bauernhofs war viel Arbeitseinsatz erforderlich, dessen schwersten und schmutzigsten Teil die Thrall zu übernehmen hatten. Frauen wurden oft mit Haushaltsaufgaben beauftragt wie dem Buttern, Kochen oder Weben. Währenddessen mussten männliche Thrall Mist unterharken, Holz hacken und Vieh hüten. Thrall aller Geschlechter waren bei der Ernte von Getreide und anderer Feldfrüchte beteiligt. In der Wikingerzeit waren die Freien gelegentlich auf Raubzügen unterwegs und während dieser Zeiten sorgten die Thrall alleine für den Hof ihrer Herren.

## Etymologie
Thrall ist ein Begriff des Altnordischen. þræll bezeichnet eine gebundene oder versklavte Person, Thralltum bezeichnet den Stand des Gebunden- oder Versklavtseins, der Dienstbarkeit oder Knechtschaft. Die althochdeutsche Form des Wortes mit der Bedeutung „Diener“ ist dregil (auch drigil, trigil, trikil).

## Rezeption
In der populären Spieleserie Warcraft wurde die Figur des Thrall wegen der Tatsache so benannt, dass er Sklave war, bevor er der Anführer einer großen Fraktion wurde.
In Tomb Raider: Underworld sind Thrall Tote, die von einer merkwürdigen blauen Flüssigkeit belebt werden, die ihre Reste beschützen soll. Sie haben blau leuchtende Augen und sehen aus wie verrottende Skelette.
In der Serie Raumschiff Enterprise (zweite Staffel, englischer Titel der Folge: „The Gamesters of Triskelion“) werden gefangengenommene Aliens als Thrall bezeichnet, die auf dem Planeten Triskelion zu Gladiatorenschaukämpfen gezwungen werden.
In der Spieleserie Myth: The Fallen Lords werden die einfachsten Einheiten der Untoten, welche für das Dunkle arbeiten, als Thrall bezeichnet. Diese Thrall sind menschliche Leichen, welche von schwarzer Magie belebt werden, einen einfachen Körperschutz tragen, große Kampfäxte als Waffen mit sich führen und nur mäßig intelligent sind.
In dem Online-Spiel Star Trek Online sind Thralls Krieger für die Armee der Iconianer.